# Церковь Николая Чудотворца (Елец)
Це́рковь во и́мя святи́теля Никола́я (Нико́льская це́рковь) — православный храм Знаменского женского монастыря в городе Ельце Липецкой области, построенный в 2006 году.

## История Троицкого монастыря
В 1628—1629 годах, по благословению игумена Троицкого монастыря Моисея монахом Савватием на северной окраине города, на так называемой «Каменной горе», был основан иноческий скит с деревянной церковью во имя Пресвятой Богородицы и её честной Курской иконы «Знамения».
В 1657 году инок Савватий выстроил в ските вторую деревянную церковь, во имя святителя Николая Чудотворца. Елецкий воевода Любим Шелковитый оказал помощь в строительстве и пожертвовал в церковь иконы и утварь: чашу, дискос с прибором, Царские врата и прочее.
В 1683 году Богородицкий скит вместе с Никольской церковью был занят монахинями новоучреждённого женского монастыря. В переписных книгах 1690-х годов в Знаменском монастыре числятся две церкви: Рождества Богородицы древнего строения и Никольская нового.
В 1764 году, в связи с учреждением духовных штатов женский монастырь был упразднён, но инокини его не покинули, в храме Николая Чудотворца продолжились службы. Во время большого пожара в Ельце 1769 года все монастырские постройки, в том числе Никольская церковь, сгорели.
В 1770 году силами монахинь был построен новый деревянный храм, освящённый во имя иконы Божией Матери «Знамение» — в конце XVIII века на его месте начал строиться Знаменский собор, разрушенный в советское время.

## Постройка церкви
Елецкий Знаменский монастырь был вновь открыт в 2004 году. В 2006 году по проекту елецкого архитектора А. В. Новосельцева, в древней части монастыря, там, где до пожара 1769 года стояла церковь святителя Николая, был заложен новый деревянный храм. Строительство церкви заняло менее года, и 31 декабря она была освящена епископом Липецким и Елецким Никоном.